# Anisostomula areola
Anisostomula areola är en svampart som först beskrevs av Karl Wilhelm Gottlieb Leopold Fuckel, och fick sitt nu gällande namn av Franz Xaver von Höhnel 1918. Anisostomula areola ingår i släktet Anisostomula och familjen Hyponectriaceae.   Inga underarter finns listade i Catalogue of Life.